# ديميتري فولكوف
ديميتري فولكوف (بالروسية: Дмитрий Александрович Волков)‏ (25 مايو 1995 في روسيا - ) هو لاعب كرة طائرة روسيا في مركز ضارب خارجي ‏. شارك في الكرة الطائرة في الألعاب الأولمبية الصيفية 2016. ولعب مع Fakel Novy Urengoy ‏.

## وصلات خارجية
- ديميتري فولكوف على موقع الاتحاد الأوروبي (الإنجليزية)
- ديميتري فولكوف على موقع عالم الكرة الطائرة (الإنجليزية)
- ديميتري فولكوف على موقع اللجنة الأولمبية الدولية (الإنجليزية)
- ديميتري فولكوف على موقع أوليمبيديا (الإنجليزية)